# GADD45A
GADD45A (англ. Growth arrest and DNA damage inducible alpha) – білок, який кодується однойменним геном, розташованим у людей на короткому плечі 1-ї хромосоми.  Довжина поліпептидного ланцюга білка становить 165 амінокислот, а молекулярна маса — 18 336.
| 10         |  | 20         |  | 30         |  | 40         |  | 50         |
| ---------- |  | ---------- |  | ---------- |  | ---------- |  | ---------- |
| MTLEEFSAGE |  | QKTERMDKVG |  | DALEEVLSKA |  | LSQRTITVGV |  | YEAAKLLNVD |
| PDNVVLCLLA |  | ADEDDDRDVA |  | LQIHFTLIQA |  | FCCENDINIL |  | RVSNPGRLAE |
| LLLLETDAGP |  | AASEGAEQPP |  | DLHCVLVTNP |  | HSSQWKDPAL |  | SQLICFCRES |
| RYMDQWVPVI |  | NLPER      |  |            |  |            |  |            |

A: Аланін

C: Цистеїн

D: Аспарагінова кислота

E: Глутамінова кислота

F: Фенілаланін

G: Гліцин

H: Гістидин

I: Ізолейцин

K: Лізин

L: Лейцин

M: Метіонін

N: Аспарагін

P: Пролін

Q: Глутамін

R: Аргінін

S: Серин

T: Треонін

V: Валін

W: Триптофан

Кодований геном білок за функцією належить до фосфопротеїнів. 
Задіяний у таких біологічних процесах як клітинний цикл, пошкодження ДНК. 
Локалізований у ядрі.